# Doktryna Falina-Kwicińskiego
Doktryna Falina-Kwicińskiego, określana również jako gaz zamiast czołgów – doktryna polityczna sformułowana w ZSRR. Zakłada, że w stosunku do krajów byłego Układu Warszawskiego wpływy militarne Związku Radzieckiego miały zostać zastąpione uzależnieniem tych krajów od dostaw rosyjskiego gazu i ropy.

## Historia
W trakcie rozpadu Związku Radzieckiego, wiceminister spraw zagranicznych ZSRR, Julij Kwiciński, wraz z ostatnim ambasadorem radzieckim w Niemczech, Walentinem Falinem, sformułowali doktrynę Falina-Kwicińskiego, która zakłada, że ówczesne wpływy militarne Związku Radzieckiego na terytorium krajów Układu Warszawskiego nie będą mogły być kontynuowane z powodu upadającej gospodarki i potencjału wojskowego ZSRR i powinny zostać zastąpione uzależnieniem krajów tzw. bliskiej zagranicy od dostaw ropy i gazu, z czasem doprowadzając do finlandyzacji Europy Środkowo-Wschodniej.
W ramach realizacji tej doktryny powstały gazociągi Nord Stream i Nord Stream 2, a po rosyjskiej inwazji na Ukrainę w 2022 r. Rosja wstrzymała dostawy gazu do Bułgarii, Polski i Holandii, ponieważ nie chciały one płacić w rublach za dostarczane węglowodory . Podobnie po złożeniu przez Finlandię wniosku o członkostwo w NATO Rosja przestała dostarczać temu krajowi gaz ziemny, jak i ograniczyła także eksport gazu do Niemiec i Włoch, nie podając żadnego wyjaśnienia.